# François Duval (acteur)
Pour les articles homonymes, voir Duval et François Duval.
François Duval est un acteur français, né le 14 avril 1950.

## Biographie
François Duval débute très jeune au cinéma dans Des garçons et des filles (1967), et rentre au Conservatoire national supérieur d'art dramatique en 1973.
On l'a vu au théâtre dans Le Sexe faible et Pauvre France !, mais c'est la télévision qui le consacre : Pilotes de courses, avec Marie-Georges Pascal et surtout La Chambre des dames, avec Sophie Barjac.
En 2008, au cinéma, il joue le rôle de Loïc Guinard, fils de Louis Guinard (interprété par Jean Rochefort) dans le film Agathe Cléry d'Etienne Chatiliez.

## Filmographie

### Cinéma
- 1967 : Des garçons et des filles d'Étienne Périer : Jean
- 1973 : George qui ? de Michèle Rosier : un ami de Nohant
- 1977 : Julie était belle de Jacques-René Saurel : Sébastien
- 1985 : Le Quatrième Pouvoir de Serge Leroy
- 1989 : Doux amer de Franck Apprederis : Marc Legrand
- 2008 : Agathe Cléry d'Étienne Chatiliez : Loïc Guinard

### Télévision
- 1974 : Au théâtre ce soir : Le Sexe faible d'Édouard Bourdet, mise en scène Jacques Charon, réalisation Georges Folgoas, Théâtre Marigny
- 1975 : Pilotes de courses, série télévisée de Robert Guez : Alain Fory
- 1975 : Ne coupez pas mes arbres, téléfilm de Jacques Samyn : Simon
- 1978 : L'Équipage, téléfilm d'André Michel : Jean Herbillon
- 1980 : Les Parents terribles, téléfilm d'Yves-André Hubert : Michel
- 1981 : Les Amours des années folles, épisode Féerie bourgeoise : Georges
- 1983 : La Chambre des dames, mini-série de Yannick Andréi : Guillaume
- 1985 : Angelo, tyran de Padoue, téléfilm de Jean-Paul Carrère : Rodolfo
- 1986 : Symphonie, série télévisée : Pierre Savagnier
- 1989-1990 : Tribunal, série télévisée : Me Julien Dartimon
- 1989 : Lundi noir, téléfilm de Jean-François Delassus : Martel
- 1993 : Divisé par deux, téléfilm de James Thor : Marc
- 1995 : La Belle de Fontenay, téléfilm de Paule Zajderman : Bonnemay
- 1996 : Docteur Sylvestre, épisode D'origine inconnue : le banquier
- 1996 : Jamais deux sans toi...t, épisode Demain, il fera beau  : De Belmas
- 1997 : Jamais deux sans toi...t, épisode Terroir à domicile : De Belmas
- 1998 : Nestor Burma, épisode Burma et la belle de Paris : Gérard Dupuis
- 1999 : Extrême Limite, épisode Prise au piège : Dray
- 2003 : Diane, femme flic, épisode La Dette : Verteuil
- 2004 : Alice Nevers : Le juge est une femme, épisode Les Risques du métier  : Gauthier
- 2004 : Léa Parker, épisode Trahison : François Lemercier
- 2004 : Avocats et Associés, épisode Jean et le bébé : M. Maubec
- 2005 : Julie Lescaut, épisode Justice est faite de Luc Goldenberg : Juge Staniak
- 2005 : Le Frangin d'Amérique, téléfilm de Jacques Fansten : le père d'Antoine
- 2007 :  Joséphine, ange gardien, épisode L'Ange des casernes de Luc Goldenberg : Major Faucheux
- 2014 : Rouge sang de Xavier Durringer
- 2015 : La Loi d'Alexandre de Claude-Michel Rome : Raphaël Menaud

## Théâtre
- 1970 : Douce-Amère de Jean Poiret, mise en scène Jacques Charon, Théâtre de la Renaissance
- 1971 : Un songe pour une nuit d'été de Michel de Ré, mise en scène de l'auteur, Festival de Vaison-la-Romaine
- 1977 : Les Parents terribles de Jean Cocteau, mise en scène Jean Marais, Théâtre Antoine
- 1979 : Le Voyage de monsieur Perrichon de Eugène Labiche, mise en scène Jean Meyer, Théâtre des Célestins
- 1979 : Tovaritch de Jacques Deval, mise en scène Jean Meyer, Théâtre des Célestins, Théâtre de la Madeleine
- 1979 : L'Alcade de Zalamea de Calderon, mise en scène de Jean Le Poulain, Festival de Vaison-la-Romaine, avec Jean Marais, Jean Davy
- 1981 : Le Malade imaginaire de Molière, mise en scène Jean Meyer, Théâtre des Célestins
- 1981 : La guerre de Troie n'aura pas lieu de Jean Giraudoux, mise en scène Jean Meyer, Théâtre des Célestins
- 1981 : Volpone de Jules Romains et Stefan Zweig d'après Ben Jonson, mise en scène Jean Meyer, Théâtre des Célestins
- 1981 : Pauvre France ! de Sam Bobrick et Ron Clark, mise en scène Michel Roux, Théâtre du Palais-Royal
- 1981 : Les Sorcières de Salem de Arthur Miller, mise en scène Jean Meyer, Théâtre des Célestins
- 1983 : Le Bourgeois gentilhomme de Molière, mise en scène Jean Meyer, Théâtre des Célestins
- 1983 : Six personnages en quête d'auteur de Luigi Pirandello, mise en scène Jean Meyer, Théâtre des Célestins
- 1983 : Les Exilés de James Joyce, mise en scène Jean Meyer, Théâtre des Célestins
- 1984 : Angelo, tyran de Padoue de Victor Hugo, mise en scène Jean-Louis Barrault, Théâtre Renaud-Barrault
- 1994 : L'Oiseau n'a plus d'ailes d'après Peter Schwiefert, mise en scène et jeu François Duval, Théâtre des Mathurins
- 1996: Vilar, Notes de service, mise en scène et jeu François Duval, Théâtre de Suresnes, Théâtre de Chaillot
- 1999: Pierre pour mémoire, texte d'Anne Marie Roy, mise en scène et jeu François Duval, Festival d'Avignon, Théâtre de la Ville
- 2002: Le Dernier jour d'un condamné, texte de Victor Hugo, mise en scène et jeu François Duval, théâtre le Lucernaire
- 2006 : Le Cul de Judas d'António Lobo Antunes, mise en scène et jeu François Duval, Festival d'Avignon, Théâtre Marigny
- 2009 : Bartleby le scribe d'Herman Melville, mise en scène François Duval avec Daniel Pennac au Théâtre Pépinière Opéra.
- 2012:  Où j'ai laissé mon âme, texte de Jérôme Ferrari, mise en scène et jeu François Duval, Festival Off d'Avignon
- 2015 : Vilar, notes de service, mise en scène et jeu François Duval, Théâtre du roi René, festival OFF d'Avignon